# Copeoglossum
Copeoglossum — рід сцинкоподібних ящірок родини сцинкових (Scincidae). Представники цього роду мешкають в Південній Америці та на Карибах.

## Види
Рід Copeoglossum нараховує 5 видів, включно з одним вимерлим:
- Copeoglossum arajara (Reboucas-Spieker, 1981)
- Copeoglossum aurae Hedges & Conn, 2012
- Copeoglossum margaritae Hedges & Conn, 2012
- Copeoglossum nigropunctatum (Spix, 1825)
- †Copeoglossum redondae Hedges & Conn, 2012

## Етимологія
Наукова назва роду Copeoglossum походить від сполучення слів дав.-гр. κοπευς — долото і γλωσσα — язик.